# El Tarajal
36°42′17.26″N 4°30′22.84″O / 36.7047944, -4.5063444

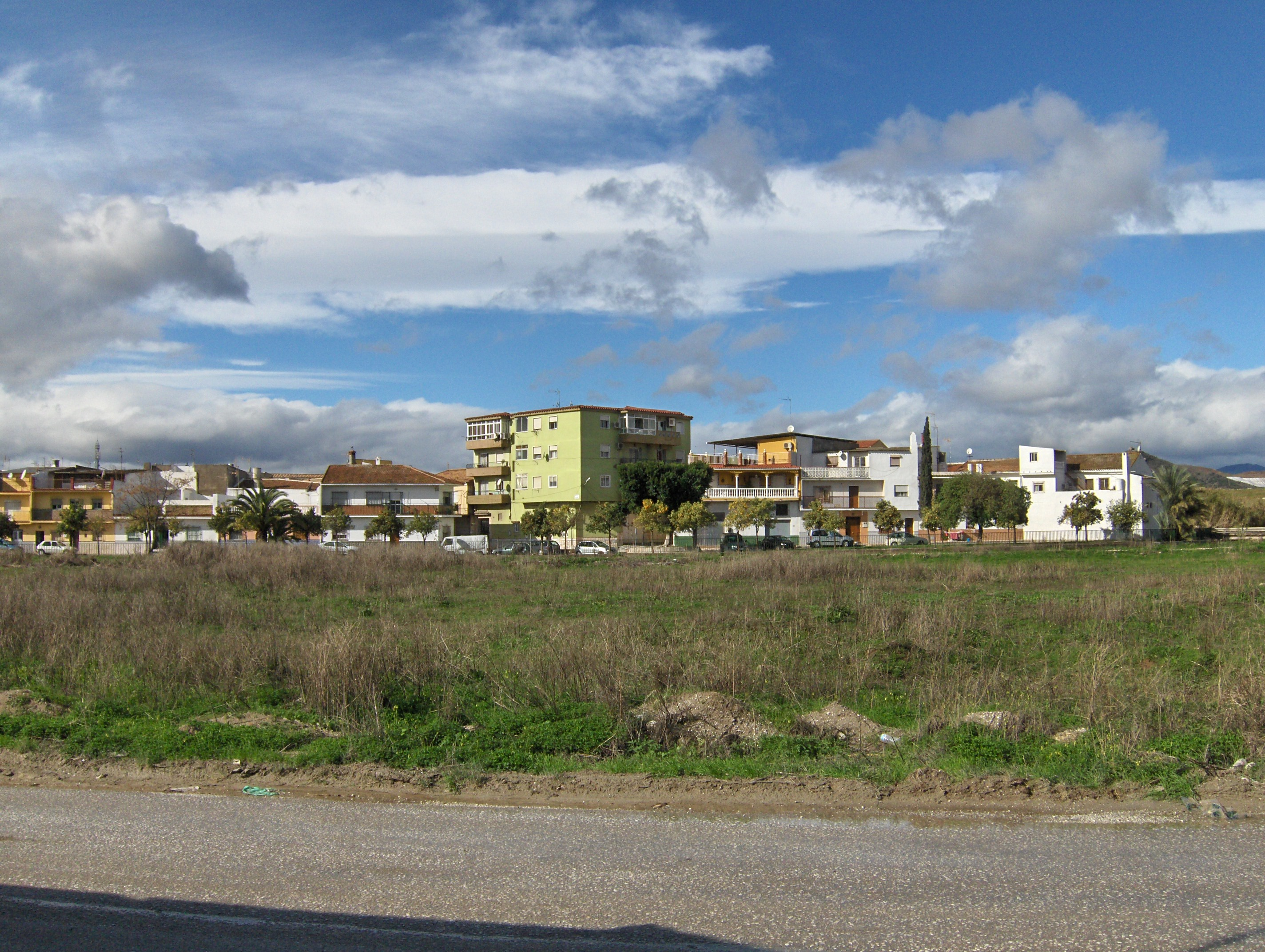
Vista de El Tarajal.

El Tarajal es un barrio del extrarradio de la ciudad andaluza de Málaga, España. Está situado en el oeste del municipio, en el distrito de Campanillas, a poca distancia de la ribera del río Guadalhorce. Se encuentra rodeado de polígonos industriales: al oeste y el sur se extiende el polígono industrial de La Huertecilla; al norte, Amoniaco; y al este, Industrial Intelhorce.
Se trata de un barrio surgido en los años 1960 por las industrias de la zona, como Intelhorce. En las proximidades se encuentra la Antigua Azucarera del Tarajal.

## Transporte
La línea 19 de la EMT transcurre por la Avenida Ortega y Gasset, límite norte de este núcleo situado junto a la línea C2 del Cercanías Málaga, aunque no dispone de estación ferroviaria.
La barriada del Tarajal, al pertenecer al municipio de Málaga, se encuentra dentro del Área del Consorcio de Transporte Metropolitano del Área de Málaga y está comunicada mediante las siguientes líneas de autobuses interurbanos:
| Línea | Trayecto                                       | Recorrido y horarios | Plano |
| ----- | ---------------------------------------------- | -------------------- | ----- |
| M-134 | Málaga-El Sexmo                                | Recorrido y horarios | Plano |
| M-232 | Coín-Málaga (por Cártama y Alhaurín el Grande) | Recorrido y horarios | Plano |